# Myconellus tucumana
Myconellus tucumana är en insektsart som beskrevs av Ronald Gordon Fennah 1950. Myconellus tucumana ingår i släktet Myconellus och familjen vedstritar. Inga underarter finns listade i Catalogue of Life.